# موسيقى الداب
موسيقى الداب Dub Music هو نوع من الموسيقي الإلكتروني نشأ من موسيقى الريغي في أواخر الستينيات وأوائل السبعينيات. وتعتبر عادةً نوعًا فرعيًا من موسيقى الريغي، على الرغم من أنه تطور ليمتد إلى ما هو أبعد من هذا الشكل. 
بشكل عام، تتكون موسيقى الداب من ريمكسات للتسجيلات الموجودة  التي تم إنشاؤها عن طريق التلاعب بشكل كبير بالأصل، عادة من خلال إزالة الأجزاء الصوتية، والتركيز على الإيقاع (يشار أحيانًا إلى مسار الطبل والبيس الذي يتم تجريده على أنه ريديم)، وتطبيق تأثيرات الاستوديو مثل الصدى والتردد، والدبلجة العرضية للمقتطفات الصوتية أو الآلية من النسخة الأصلية أو غيرها من الأعمال. 